# Kunadacs
Kunadacs is een plaats (község) en gemeente in het Hongaarse comitaat Bács-Kiskun. Kunadacs telt 1768 inwoners (2002).